# Abuit
Abuit (IMA-Symbol Abu) ist ein sehr selten vorkommendes Mineral aus der Mineralklasse der „Phosphate, Arsenate und Vanadate“ mit der chemischen Zusammensetzung CaAl2(PO4)2F2 und damit chemisch gesehen ein Calcium-Aluminium-Phosphat mit zusätzlichen Fluorid-Ionen.
Abuit kristallisiert im orthorhombischen Kristallsystem, konnte jedoch bisher nur in Form von winzigen Körnern bis etwa 500 μm Größe und zusammen mit anderen Mineralen in Mineral-Aggregaten bis etwa 2 mm Größe gefunden werden. Das Mineral ist farblos und durchsichtig und zeigt auf den Kornoberflächen einen glasähnlichen Glanz. Aufgrund der geringen Probengröße konnten weder die Mohshärte noch die Dichte gemessen werden. Die anhand der kristallographischen Daten berechnete Dichte beträgt 3,214 g/cm3.

## Etymologie und Geschichte
Entdeckt wurde Abuit in Mineralproben aus der Hinomaru-Nago-Mine (fälschlich auch Hinomaru-Nako-Mine; 34° 53′ 0″ N, 131° 52′ 0″ O), einer Pyrophyllit-Lagerstätte in rhyolithischem Tuff nahe der Stadt und dem gleichnamigen Landkreis Abu in der Präfektur Yamaguchi auf der japanischen Insel Honshū. Die Analyse und Erstbeschreibung erfolgte durch Satomi Enju und Seiichiro Uehara aus dem Fachbereich für Erd- und Planetenwissenschaften der Universität Kyūshū, die das Mineral nach dessen Typlokalität benannten.
Enju und Seiichiro sandten ihre Untersuchungsergebnisse und den gewählten Namen 2014 zur Prüfung an die International Mineralogical Association (interne Eingangsnummer der IMA: 2014-084), die den Abuit als eigenständige Mineralart anerkannte. Die Publikation der Erstbeschreibung erfolgte 2017 im Journal of Mineralogical and Petrological Sciences. Die seit 2021 ebenfalls von der IMA/CNMNC anerkannte Kurzbezeichnung (auch Mineral-Symbol) von Abuit lautet „Abu“.
Das Typmaterial des Minerals wird im Kitakyūshū Museum of Natural History and Human History (KMNH) in Kitakyūshū unter der Katalog-Nummer KMNHM000003 aufbewahrt.

## Klassifikation
Da der Abuit erst 2014 als eigenständiges Mineral anerkannt wurde, ist er weder in der von der IMA zuletzt 2009 aktualisierten 9. Auflage der Strunz’schen Mineralsystematik noch in der vorwiegend im englischen Sprachraum gebräuchlichen Systematik der Minerale nach Dana verzeichnet.
In der zuletzt 2018 überarbeiteten Lapis-Systematik nach Stefan Weiß, die formal auf der alten Systematik von Karl Hugo Strunz in der 8. Auflage basiert, erhielt das Mineral die System- und Mineralnummer VII/B.21-007. Dies entspricht der Klasse der „Phosphate, Arsenate und Vanadate“ und dort der Abteilung „Wasserfreie Phosphate, mit fremden Anionen F,Cl,O,OH“, wo Abuit zusammen mit Arctit, Moraskoit und Nefedovit eine unbenannte Gruppe mit der Systemnummer VII/B.21 bildet.
Die von der Mineraldatenbank „Mindat.org“ weitergeführte Strunz-Klassifikation (hier: Strunz-Mindat) ordnet den Abuit in die Abteilung der „Phosphate usw. mit zusätzlichen Anionen; ohne H2O“ (englisch Phosphates, etc., with additional anions, without H2O; vergleiche dazu auch die gleichnamige Abteilung in der Klassifikation nach Strunz (9. Auflage)). Eine weitere Eingruppierung wurde in der Strunz-Mindat-Klassifikation bisher nicht vorgenommen (Stand 2024).

## Chemismus
In der idealen, stoffreinen Zusammensetzung von Abuit (CaAl2(PO4)2F2) besteht das Mineral im Verhältnis aus einem Teil Calcium (Ca), je zwei Teilen Aluminium (Al), Phosphor (P) und Fluor (F) sowie acht Teilen Sauerstoff (O) pro Formeleinheit. Dies entspricht einem Massenanteil (Gewichtsprozent) von 12,45 Gew.-% Ca, 16,76 Gew.-% Al, 19,24 Gew.-% P, 11,80 Gew.-% F und 39,75 Gew.-% O oder in der Oxidform 17,42 Gew.-% CaO, 31,67 Gew.-% Aluminiumoxid (Al2O3), 44,08 Gew.-% Phosphorpentoxid (P2O5) und 11,80 + 4,97 Gew.-% Fluor (F/F2).
Insgesamt 21 WDS-Sondenanalysen am Typmaterial von Abuit ergaben eine durchschnittliche Zusammensetzung von 17,29 Gew.-% CaO, 31,26 Gew.-% Al2O3, 45,04 Gew.-% P2O5 und 11,24+4,73 Gew.-% F/F2 sowie als Fremdbeimengung 0,22 Gew.-% Strontiumoxid (SrO).
Basierend auf 10 Anionen pro Formeleinheit (pfu) ergibt sich daraus die empirische Formel (Ca0.99Sr0.01)1.00Al1.96P2.03O8(F1.89OH0.11) beziehungsweise bei strontiumreichen Analysen (Ca0.81Sr0.17)0.99Al1.99P2.01O8F2.0, die zur eingangs genannten Formel idealisiert wurde.

## Kristallstruktur
Abuit kristallisiert in der orthorhombischen Raumgruppe P212121 (Raumgruppen-Nr. 19) mit den Gitterparametern a = 11,818(2) Å; b = 11,993(3) Å und c = 4,6872(8) Å sowie vier Formeleinheiten pro Elementarzelle.

## Bildung und Fundorte
Abuit bildete sich in den hydrothermalen Lagerstätten der Hinomaru-Nago-Mine durch Umwandlung von saurem pyroklastischem Gestein, das durch Intrusion eines Biotit-Adamellits verursacht wurde. Abuit tritt hier vergesellschaftet mit verschiedenen Aluminiumphosphaten wie unter anderem Augelith und Trolleit, aber auch anderen Phosphaten wie Apatit und Crandallit sowie mit Quarz auf.
Außer der Typlokalität Hinomaru-Nago-Mine bei Abu auf Honshū in Japan sind bisher keine weiteren Vorkommen für Abuit dokumentiert (Stand 2024).